# Marin Luțu
Marin Luțu (n. 1 iunie 1938) este un politician român, fost primar al sectorului 4 din București, din partea PNȚ-CD în perioada 1996-2000. Este absolvent al Institutului Politehnic București, Facultatea de Mecanică, promoția 1962. Din 1992 a lucrat la Consiliul Local al sectorului 4, la Administrația Domeniului Public. Autor de proiecte și studii, lucrări știintifice prezentate la simpozioane internationale, membru P.N.T.C.D. din 1992.

## Controverse
În anul 2000, cu câteva luni înaintea terminării mandatului de primar, procurorii l-au trimis în judecată pentru abuz în serviciu în formă calificată și pentru alte 16 infracțiuni de fals intelectual și uz de fals.
A fost acuzat de privatizarea frauduloasă a Pieței Sudului.
A făcut câteva luni de închisoare în anul 2000.
Pe 15 aprilie 2003 a fost condamnat la trei ani de închisoare, pentru încălcarea legii în organizarea și desfășurarea licitațiilor de reconstrucție, modernizare și administrarea piețelor agroalimentare din sectorul 4.
Aceasta decizie a fost luata de magistratii Curtii de Apel Bucuresti.

## Vezi și
- Lista primarilor sectoarelor bucureștene după 1989